# Ciudadela de Rachaiya
La ciudadela de Rachaiya o ciudadela de la Independencia es un monumento nacional del Líbano del siglo XVIII en Rachaiya. Mandada a construir como palacio por la familia Chehab, fue empleada durante el Mandato francés y en la actualidad se estacionan las Fuerzas Armadas del Líbano. Es un lugar turístico, que se puede visitar bajo vigilancia del ejército. El castillo incluye habitaciones abovedadas y tiene vistas al histórico pueblo de montaña.

## Historia
La ciudad de Rachaiya domina el valle de Taim, una posición estratégica para la construcción de fortalezas, y el fuerte actual ocupa un área donde hay restos de fortificaciones más antiguas, entre ellas, pertenecieron a gobernantes cananeos, grecorromanos, árabes, cruzados y otomanos. La familia Chehab renovó en este lugar la llamada torre de las Plumas, que construyeron los cruzados en 1172. La ciudadela conserva cuatro iglesias: dos greco-ortodoxas, una greco-católica y otra siríaca.

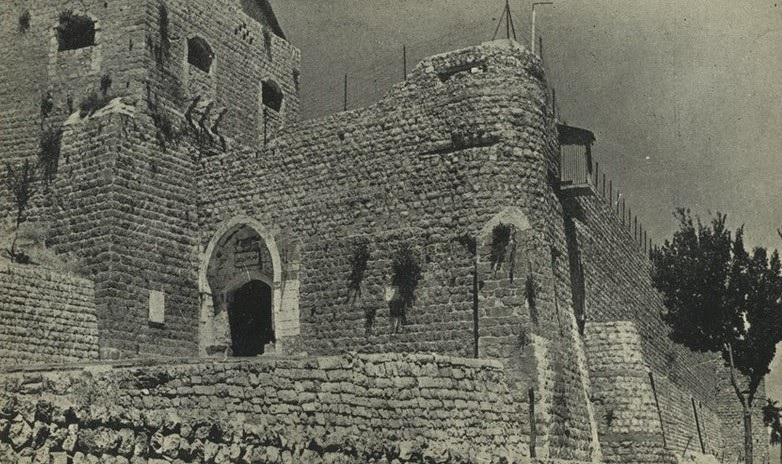
La ciudadela en 1947.

En noviembre y diciembre de 1925, la gran revuelta siria sacudió el área cuando tres mil drusos bajo el mando de Zayd Beg rodearon el fuerte y sus legionarios franceses al mando del capitán Granger, hasta que llegaron refuerzos del bando francés. Bajo el mandato, el 11 de noviembre de 1943 el comisionado Jean Helleu, delegado general de las autoridades de la Francia Libre, ordenó el arresto y encarcelamiento de los líderes nacionales libaneses en la ciudadela en el contexto de la independencia del país.